# Pfeilnatter
Die Pfeilnatter (Dolichophis jugularis, Syn.: Coluber jugularis), auch Jochnatter oder Springnatter, ist eine ungiftige Schlange aus der Familie der Nattern. Sie wurde erstmals 1758 vom schwedischen Naturwissenschaftler Carl von Linné beschrieben und ist auch als engl. Large Whip Snake und franz. Serpent fouet grand bekannt.

## Vorkommen

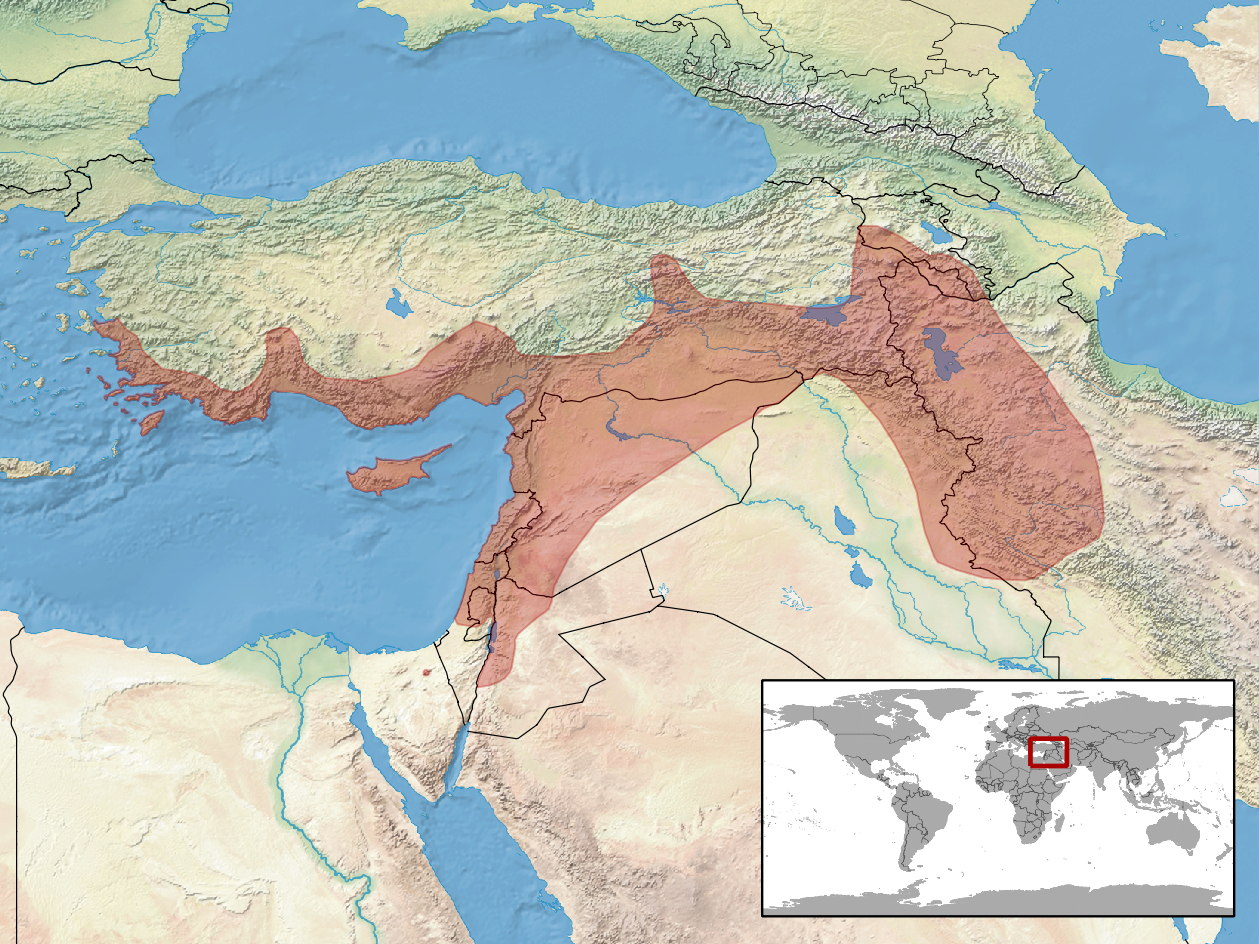
Verbreitungsgebiet nach IUCN

Das Verbreitungsgebiet der Pfeilnatter umfasst die östliche und südöstliche Türkei, Teile Georgiens und Jordaniens, Syrien, den nördlichen Irak und Iran sowie den Libanon, Palästina und Israel. Sie ist meist in trockenen und offenen Landschaften anzutreffen. Darunter fallen Steppen, Hügellandschaften mit
Buschbewuchs und lichter Bodenvegetation, Geröllhänge und Viehweiden mit vielen Dornbüschen, Weinberge, Gärten, Ruinen und alte, leere Häuser. Sie besiedelt Höhen im Gebirge von bis zu 2.000 Metern.

## Merkmale
Die Pfeilnatter zählt mit bis zu 250 cm zu den großen Natterarten, sie erreicht durchschnittlich 150 cm. Durch den sehr langgezogenen Schwanz wirkt der für eine Natter relativ dicke Körper trotzdem sehr schlank, wobei sich der Kopf kaum vom Rumpf abhebt.
Sie besitzt glatte, ungekielte Körperschuppen. Die Körpermitte ist von 19 Rückenschuppenreihen umgeben, am Kopf befinden sich zwei Zügelschilder (Loreale), zwei Voraugenschilder (Praeocularia), zwei bis drei Hinteraugenschilder (Postocularia) und ein Unteraugenschild (Soboculare) am Vorderrand des Auges. Sie trägt außerdem acht, teilweise auch sieben, Oberlippenschilder (Supralabialia).
Die meisten Exemplare sind an der Oberseite schwarz, seltener grau, gefärbt – die Unterseite und Kehle weisen ein Hell-, bis Dunkelrot auf. Jungtiere verfügen über auffallende Fleckenmuster, welche allerdings nach drei bis vier Jahren verschwinden.

## Lebensweise

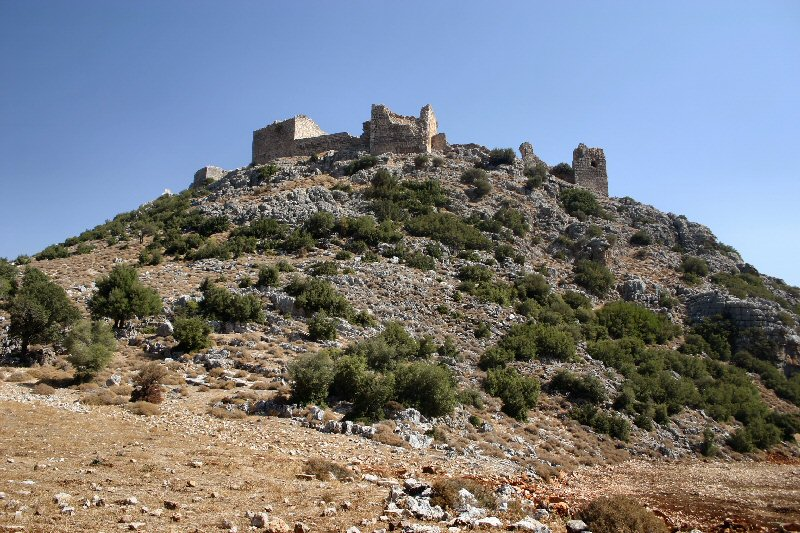
Bourzey in Syrien: Geeigneter Lebensraum mit vielen Verstecken und Jagdmöglichkeiten

Die Schlange ist tagaktiv und eine hervorragende Kletterin, jedoch häufiger am Boden zu finden. Sie nimmt am Morgen und späten Nachmittag, jeweils vor und nach der Nahrungsaufnahme, ausgiebige Sonnenbäder, während denen sie hellwach bleibt und bei Annäherung eines Menschen blitzschnell flieht. Treibt man sie in die Enge oder versucht sie zu ergreifen, folgt ein heftiges und schmerzhaftes Zubeißen. Zwar ist die Pfeilnatter ungiftig, trotzdem sollte die Bissstelle desinfiziert werden, um Infektionen und Entzündungen zu vermeiden. Im Terrarium verliert diese Art ihre Scheu und Aggressivität.
Sie hält über die kühlen Monate in einem geschützten und kältebeständigen Versteck Winterruhe.

### Fortpflanzung
Wenn im Frühjahr die Paarungszeit beginnt, locken die Weibchen die Männchen mittels Pheromonen (Sexuallockstoffen) an. Beim Geschlechtsakt umschlingen sich die Partner und das Männchen führt seinen ausgestülpten Hemipenis in die Kloake des Weibchens ein, um dort die Eier zu befruchten. Bei erfolgreicher Befruchtung legt das Weibchen einige Wochen später 5 bis 15 Eier in ein feuchtes Versteck, unter einem Steinhaufen oder in eine Erdhöhle, ab. Anfang bis Mitte September schlüpfen die Jungtiere.

### Ernährung
Ins Beuteschema der Pfeilnatter passen vor allem kleine Säugetiere wie Ratten und Mäuse, kleine Vögel, Echsen sowie andere Schlangen. Sie scheut auch das Wasser als Jagdrevier nicht, wo sie nach Fröschen und kleinen Lurchen taucht. Die Natter packt ihre Beute mit einem Biss und erdrosselt sie.

## Systematik

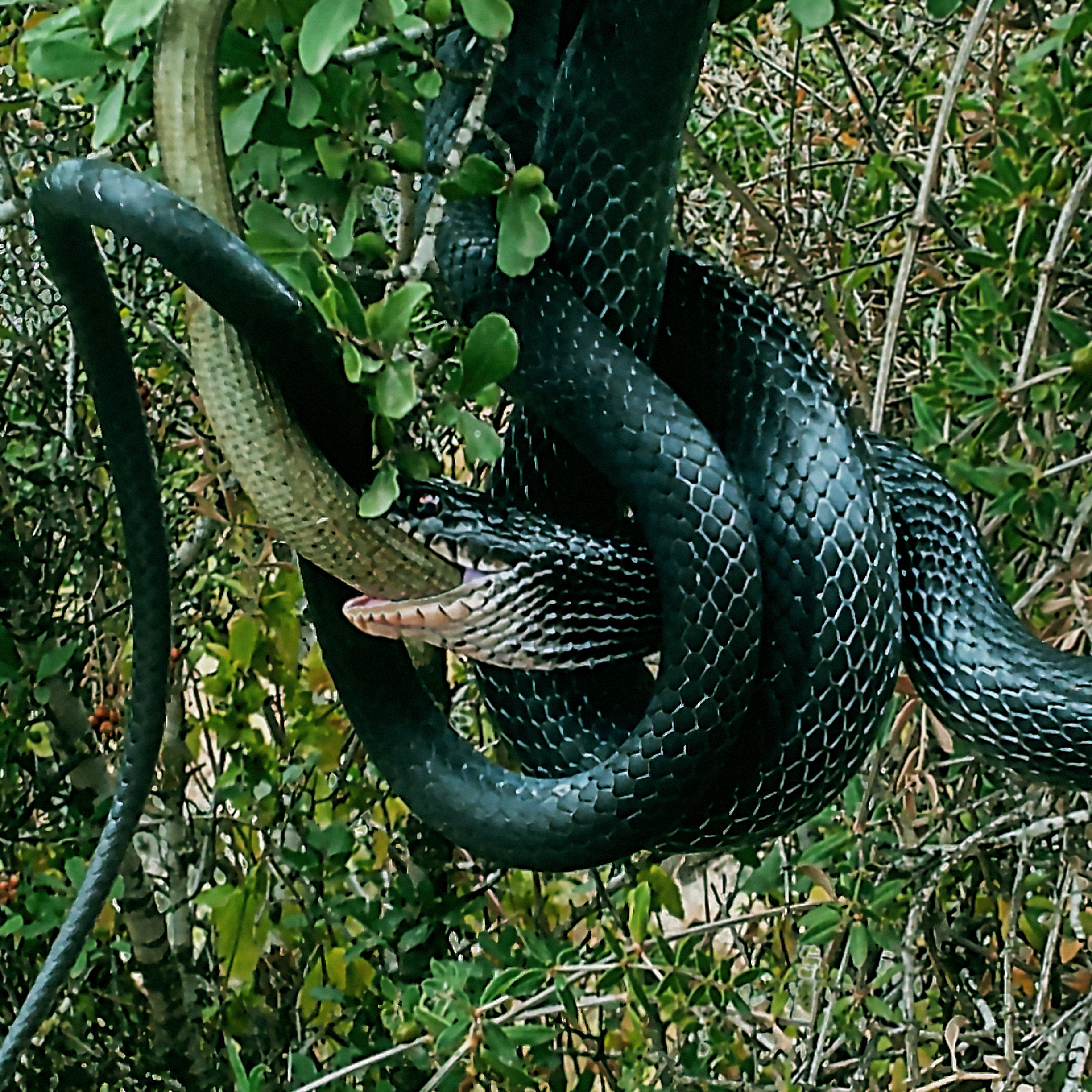
Pfeilnatter frisst einen erbeuteten Scheltopusik, Israel

Bis genetische Analysen gegenteiliges gezeigt hatten, wurde die Pfeilnatter wie viele andere größere Nattern, die sich auf die Jagd nach flinker Beute wie Eidechsen spezialisiert haben, in die Gattung der Zornnattern (Coluber) gestellt. Nachdem sich gezeigt hatte, dass die Arten der Gattung Coluber keine gemeinsame Stammform haben, wurden die Arten der alten Welt unter anderem in die Gattungen Dolichophis, Hierophis, Hemerophis, Hemorrhois und Platyceps verschoben. Wie viele andere Gattungen in der Familie Colubridae ist die Systematik von Dolichophis noch in der Diskussion und Thema aktueller Forschung.
Das folgende Kladogramm zeigt die Verwandtschaftsverhältnisse der Gattung Dolichophis nach Baker et al. Die Stellung von Dolichophis cypriensis ist noch nicht bekannt.
|  | \| \| Schmidts Pfeilnatter (D. schmidti) \| \| \| \| \| \| Balkan-Springnatter (D. caspius) \| \| \| \| |
|  | |
|  | Pfeilnatter (D. jugularis)                                                                              |
|  | |
|  | Schmidts Pfeilnatter (D. schmidti)                                                                      |
|  | |
|  | Balkan-Springnatter (D. caspius)                                                                        |
|  | |

|  | Schmidts Pfeilnatter (D. schmidti) |
|  |                                    |
|  | Balkan-Springnatter (D. caspius)   |
|  |                                    |

|  | \| \| Schmidts Pfeilnatter (D. schmidti) \| \| \| \| \| \| Balkan-Springnatter (D. caspius) \| \| \| \| |
|  | |
|  | Pfeilnatter (D. jugularis)                                                                              |
|  | |
|  | Schmidts Pfeilnatter (D. schmidti)                                                                      |
|  | |
|  | Balkan-Springnatter (D. caspius)                                                                        |
|  | |

|  | Schmidts Pfeilnatter (D. schmidti) |
|  |                                    |
|  | Balkan-Springnatter (D. caspius)   |
|  |                                    |

Zurzeit werden drei Unterarten der Pfeilnatter unterschieden:
- Dolichophis jugularis jugularis
- Dolichophis jugularis asianus
- Dolichophis jugularis cypriacus

## Gefährdung
Neben den natürlichen Fressfeinden wie Greifvögel, Füchse und Marder stellen Autos, Pestizide und Haustiere, vor allem Hauskatzen eine große Gefahr dar. Immer wieder passiert es auch, dass Landwirte die Schlangen, in der Vorstellung eine Giftschlange vor sich zu haben, töten, obwohl die Schlange harmlos und obendrein nützlich für die Landwirte ist, da sie Getreideschädlinge wie Mäuse und Ratten frisst.
Die Pfeilnatter wird auf der Roten Liste der IUCN als ungefährdet („Least Concern“, LC) eingestuft.